# مانشان
مانشان (بالصينية المبسطة: 马鞍山؛ بالصينية التقليدية: 馬鞍山) هي مدينة من مدن الصين. يبلغ عدد سكانها 1366302 نسمة حسب إحصائيات سنة 2010. تبلغ مساحتها 4042 كم².

## المناخ
يظهر الجدول التالي التغييرات المناخية على مدار السنة لمانشان:
| البيانات المناخية لـمانشان                  | البيانات المناخية لـمانشان | البيانات المناخية لـمانشان | البيانات المناخية لـمانشان | البيانات المناخية لـمانشان | البيانات المناخية لـمانشان | البيانات المناخية لـمانشان | البيانات المناخية لـمانشان | البيانات المناخية لـمانشان | البيانات المناخية لـمانشان | البيانات المناخية لـمانشان | البيانات المناخية لـمانشان | البيانات المناخية لـمانشان | البيانات المناخية لـمانشان |
| الشهر                                       | يناير                      | فبراير                     | مارس                       | أبريل                      | مايو                       | يونيو                      | يوليو                      | أغسطس                      | سبتمبر                     | أكتوبر                     | نوفمبر                     | ديسمبر                     | المعدل السنوي              |
| ------------------------------------------- | -------------------------- | -------------------------- | -------------------------- | -------------------------- | -------------------------- | -------------------------- | -------------------------- | -------------------------- | -------------------------- | -------------------------- | -------------------------- | -------------------------- | -------------------------- |
| المتوسط اليومي °م (°ف)                      | 2.9 (37.2)                 | 4.7 (40.5)                 | 9.2 (48.6)                 | 15.5 (59.9)                | 20.9 (69.6)                | 24.8 (76.6)                | 28.3 (82.9)                | 27.7 (81.9)                | 23.1 (73.6)                | 17.6 (63.7)                | 11.3 (52.3)                | 5.2 (41.4)                 | 15.9 (60.7)                |
| الهطول مم (إنش)                             | 37.6 (1.48)                | 50.4 (1.98)                | 86.8 (3.42)                | 93.1 (3.67)                | 106.8 (4.20)               | 167.0 (6.57)               | 182.5 (7.19)               | 123.2 (4.85)               | 67.0 (2.64)                | 61.0 (2.40)                | 53.8 (2.12)                | 29.2 (1.15)                | 1٬058٫4 (41.67)            |
| المصدر: 马鞍山市气象局 马鞍山市气候变化分析 |                            |                            |                            |                            |                            |                            |                            |                            |                            |                            |                            |                            |                            |

## توأمة
لمانشان اتفاقيات توأمة مع:
- هاميلتون